# Явори-Велькополе
Явори-Велькополе (пол. Jawory-Wielkopole) — село в Польщі, у гміні Ґоворово Остроленцького повіту Мазовецького воєводства.
Населення — 123 особи (2011).
У 1975-1998 роках село належало до Остроленцького воєводства.

## Демографія
Демографічна структура станом на 31 березня 2011 року:
|          | Загалом | Допрацездатний вік | Працездатний вік | Постпрацездатний вік |
| -------- | ------- | ------------------ | ---------------- | -------------------- |
| Чоловіки | 62      | 10                 | 45               | 7                    |
| Жінки    | 61      | 9                  | 39               | 13                   |
| Разом    | 123     | 19                 | 84               | 20                   |